# Grand Prix automobile du Japon 1994
GP précédent GP suivant
Le Grand Prix automobile du Japon 1994 (Fuji Television Japanese Grand Prix). disputé sur le circuit de Suzuka le 6 novembre 1994, est la 563e épreuve du championnat du monde de Formule 1 courue depuis 1950 et la quinzième manche du championnat 1994.

## Classement
| Pos. | No | Pilote                | Écurie            | Tours | Temps/Abandon                      | Grille | Points |
| ---- | -- | --------------------- | ----------------- | ----- | ---------------------------------- | ------ | ------ |
| 1    | 0  | Damon Hill            | Williams-Renault  | 50    | 1 h 55 min 53 s 532 (151,796 km/h) | 2      | 10     |
| 2    | 5  | Michael Schumacher    | Benetton-Ford     | 50    | + 3 s 365                          | 1      | 6      |
| 3    | 27 | Jean Alesi            | Ferrari           | 50    | + 52 s 045                         | 7      | 4      |
| 4    | 2  | Nigel Mansell         | Williams-Renault  | 50    | + 56 s 074                         | 4      | 3      |
| 5    | 15 | Eddie Irvine          | Jordan-Hart       | 50    | + 1 min 42 s 107                   | 6      | 2      |
| 6    | 30 | Heinz-Harald Frentzen | Sauber-Mercedes   | 50    | + 1 min 59 s 863                   | 3      | 1      |
| 7    | 7  | Mika Häkkinen         | McLaren-Peugeot   | 50    | + 2 min 02 s 985                   | 8      |        |
| 8    | 9  | Christian Fittipaldi  | Footwork-Ford     | 49    | + 1 tour                           | 18     |        |
| 9    | 20 | Érik Comas            | Larrousse-Ford    | 49    | + 1 tour                           | 22     |        |
| 10   | 11 | Mika Salo             | Lotus-Mugen-Honda | 49    | + 1 tour                           | 25     |        |
| 11   | 26 | Olivier Panis         | Ligier-Renault    | 49    | + 1 tour                           | 19     |        |
| 12   | 31 | David Brabham         | Simtek-Ford       | 48    | + 2 tours                          | 24     |        |
| 13   | 12 | Alessandro Zanardi    | Lotus-Mugen-Honda | 48    | + 2 tours                          | 17     |        |
| Abd. | 4  | Mark Blundell         | Tyrrell-Yamaha    | 26    | Moteur                             | 13     |        |
| Abd. | 14 | Rubens Barrichello    | Jordan-Hart       | 16    | Boîte de vitesses                  | 10     |        |
| Abd. | 8  | Martin Brundle        | McLaren-Peugeot   | 13    | Accident                           | 9      |        |
| Abd. | 10 | Gianni Morbidelli     | Footwork-Ford     | 13    | Accident                           | 12     |        |
| Abd. | 28 | Gerhard Berger        | Ferrari           | 10    | Panne électrique                   | 11     |        |
| Abd. | 25 | Franck Lagorce        | Ligier-Renault    | 10    | Sortie de piste                    | 20     |        |
| Abd. | 23 | Pierluigi Martini     | Minardi-Ford      | 10    | Sortie de piste                    | 16     |        |
| Abd. | 24 | Michele Alboreto      | Minardi-Ford      | 10    | Sortie de piste                    | 21     |        |
| Abd. | 6  | Johnny Herbert        | Benetton-Ford     | 3     | Sortie de piste                    | 5      |        |
| Abd. | 3  | Ukyo Katayama         | Tyrrell-Yamaha    | 3     | Collision                          | 14     |        |
| Abd. | 32 | Taki Inoue            | Simtek-Ford       | 3     | Collision                          | 26     |        |
| Abd. | 19 | Hideki Noda           | Larrousse-Ford    | 0     | Alimentation                       | 23     |        |
| Abd. | 6  | Jyrki Järvilehto      | Sauber-Mercedes   | 0     | Moteur                             | 15     |        |
| Nq.  | 34 | Bertrand Gachot       | Pacific-Ilmor     |       | Non qualifié                       |        |        |
| Nq.  | 33 | Paul Belmondo         | Pacific-Ilmor     |       | Non qualifié                       |        |        |

## Pole position et record du tour
- Pole position : Michael Schumacher en 1 min 37 s 209 (vitesse moyenne : 217,165 km/h).
- Meilleur tour en course : Damon Hill en 1 min 56 s 597 au 24e tour (vitesse moyenne : 181,054 km/h).

## Tours en tête
- Michael Schumacher : 23 (1-18 / 36-40)
- Damon Hill : 27 (19-35 / 41-50)

## Statistiques
- GP disputé sous des pluies diluviennes, ce qui provoque de nombreux accidents et l'intervention de la voiture de sécurité à plusieurs reprises.
- 9e victoire pour Damon Hill.
- 77e victoire pour Williams en tant que constructeur.
- 57e victoire pour Renault en tant que motoriste.
- Après l'accident de Martin Brundle dans le 13e tour, la course est réduite à 50 tours sur les 53 tours prévus.